# Graf Olof Andersson
Graf Olof Andersson, född 2 maj 1829 i Älvdalens socken, död där 13 juni 1873, var en svensk predikant.
Graf Olof Andersson var son till bonden Permats Anders. Han arbetade som skollärare i Norsnäs. Under en väckelse i Älvdalen på 1850-talet, fångades Graf Olof Andersson av rörelsen och började själv att predika. Särskilt sedan han 1855 flyttat från Norsnäs till Åsen började Graf Olof med regelbunden predikoverksamhet. Han blev 1860 kolportör för Mora missionsförening och erhöll samma år Evangeliska Fosterlandsstiftelsens kolportörsbetyg. Graf Olof verkade 1860-1864 som kolportör i Mora, Orsa, Våmhus, Gagnef och Älvdalens socknar. 1871-1873 var han predikant i Österdalarnas missionsförening. Graf Olof brukar ses som en av pionjärerna inom den till Carl Olof Rosenius knutna väckelsen i Dalarna.